# Tito Montefinale
Tito Montefinale (Portovenere, 12 maggio 1868 – Roma, 24 maggio 1959) è stato un generale e politico italiano.